# Порте-сюр-Гарон
Порте́-сюр-Гаро́н (фр. Portet-sur-Garonne, окс. Portèth de Garona) — коммуна во Франции, находится в регионе Юг — Пиренеи. Департамент — Верхняя Гаронна. Административный центр кантона Порте-сюр-Гарон. Округ коммуны — Мюре.
Код INSEE коммуны — 31433.

## География
Коммуна расположена приблизительно в 600 км к югу от Парижа, в 10 км к югу от Тулузы.
По территории коммуны протекает река Гаронна.

## Климат
Климат умеренно-океанический. Зима мягкая и снежная, весна характеризуется сильными дождями и грозами, лето сухое и жаркое, осень солнечная. Преобладают сильные юго-восточные и северо-западные ветры.

## Население
Население коммуны на 2010 год составляло 9435 человек.
| 1962 | 1968 | 1975 | 1982 | 1990 | 1999 | 2010 |
| ---- | ---- | ---- | ---- | ---- | ---- | ---- |
| 4398 | 5432 | 6014 | 6872 | 8030 | 8737 | 9435 |

## Администрация
| Период | Период | Фамилия          | Партия                  | Примечания                |
| ------ | ------ | ---------------- | ----------------------- | ------------------------- |
| 1946   | 1955   | Пьер Гишто       |                         |                           |
| 1955   | 1977   | Робер Сентиньи   |                         |                           |
| 1977   | 2008   | Франсуа Перальди | Социалистическая партия | член генерального совета  |
| 2008   | 2020   | Тьерри Сюо       | Социалистическая партия | член регионального совета |

## Экономика
В 2010 году среди 5967 человек трудоспособного возраста (15—64 лет) 4361 были экономически активными, 1606 — неактивными (показатель активности — 73,1 %, в 1999 году было 68,8 %). Из 4361 активных жителей работали 3818 человек (1956 мужчин и 1862 женщины), безработных было 543 (278 мужчин и 265 женщин). Среди 1606 неактивных 541 человек были учениками или студентами, 537 — пенсионерами, 528 были неактивными по другим причинам.

## Достопримечательности
- Церковь Св. Мартина (XIV век). Исторический памятник с 1953 года[4]
- Замок Крёз (XVI век). Исторический памятник с 1979 года[5]
- Пирамида на границе Лангедока и Гиени (XVII век). Исторический памятник с 1973 года[6]
- Музей памяти[фр.], посвящённый памяти лагеря интернированных Ресебеду[фр.][7]

## Фотогалерея
- Колокольня церкви Св. Мартина
- Пирамида на границе Лангедока и Гиени
- Торговый центр Гран-Порте
- Компания Loxam
- Карта коммуны